# Abhajamudra

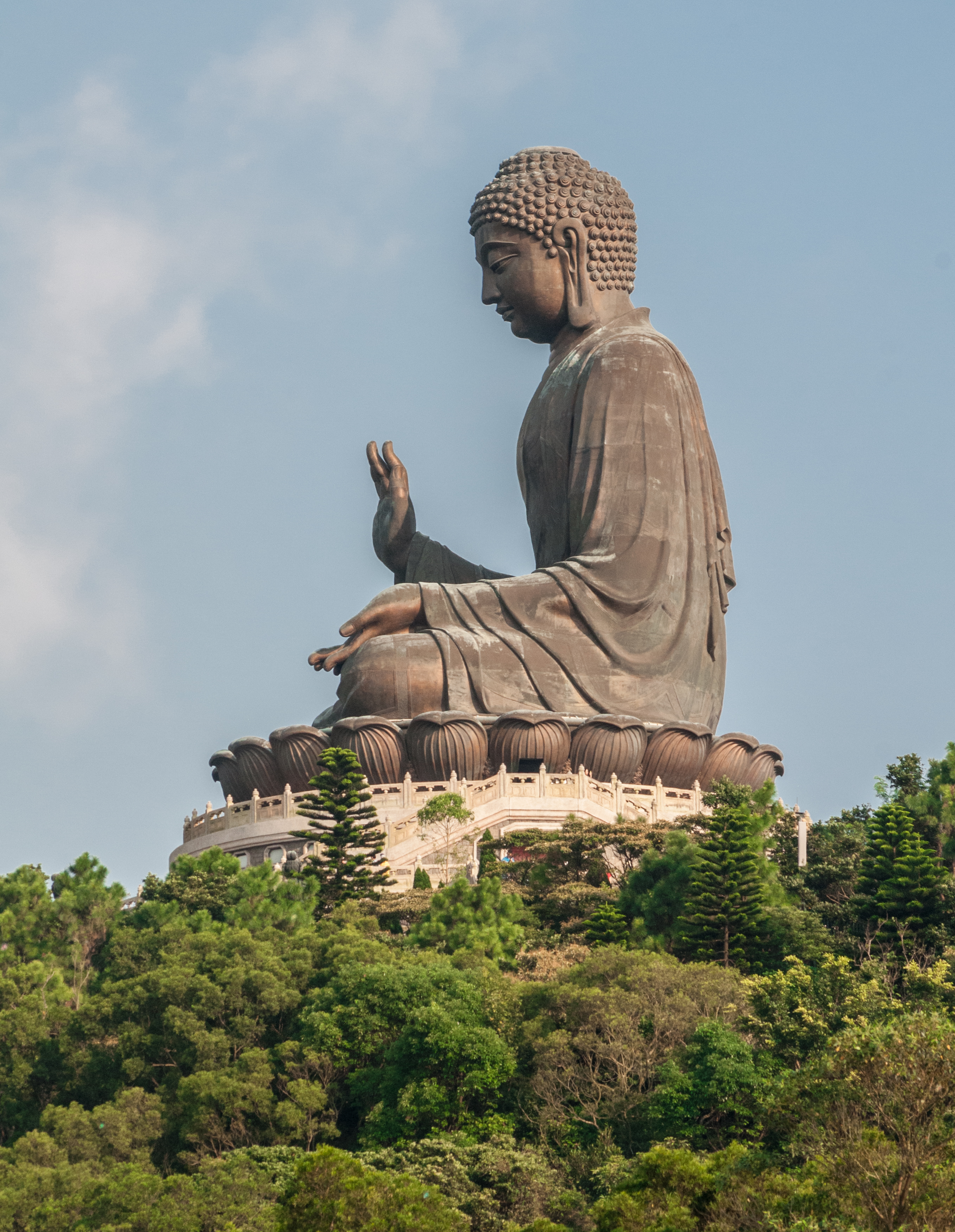
Abhajamudra

Abhaja-mudra (sanskryt dosłownie „gest braku lęku”) – w ikonografii hinduskiej i buddyjskiej tzw. mudra „braku strachu” (a-bhaja) symbolizująca gest opieki. Stojąca lub siedząca postać ukazywana jest z podniesioną prawą dłonią z wyprostowanymi palcami, niekiedy także oburącz. W pozie tej przedstawiany jest często historyczny Budda i Awalokiteśwara, a także niektóre bóstwa hinduskie.